# Ljótr Ljótólfsson
Ljótr Ljótólfsson fue un caudillo vikingo de Vellir, Svarfaðardalur, Islandia en el siglo IX. Más conocido como Valla-Ljótr, era hijo de Ljótólfur Goði y es el personaje principal de la saga de Valla-Ljóts que lleva su nombre donde la acción se centra en un conflicto entre Gudmundur Eyjólfsson y Valla-Ljótr.
Valla-Ljótr es acusado de trabajar el día de la festividad de San Miguel y multado por ello; posiblemente sea una aportación poco fiable del autor, ya que en aquel tiempo el cristianismo sólo era oficial desde el año 1000 en Islandia y la población todavía mantenía fuertes tradiciones paganas; pero aunque así hubiera sido, era improbable una acción disciplinaria al estilo de Europa continental. Según criterios de algunos historiadores y por el perfil de la sociedad vikinga del momento, las diferencias existentes entre ambos estaba sometida a la locura de la venganza, y se impone una cuestión de honor aunque en el trasfondo todos deseaban la paz.
El conocimiento de la ley islandesa era un arma poderosa en el juego político durante la Mancomunidad Islandesa para presionar a los oponentes, aunque en el caso del visceral conflicto entre ambos caudillos se considera una excepción.
Valla-Ljótr también aparece brevemente citado en la saga Færeyinga, Bolla þáttr Bollasonar, Landnámabók, y la tardía Þjóstólfs saga hamramma (siglo XVIII).